# Mimosa echinocarpa
Mimosa echinocarpa är en ärtväxtart som beskrevs av George Bentham. Mimosa echinocarpa ingår i släktet mimosor, och familjen ärtväxter. Inga underarter finns listade i Catalogue of Life.